# 神系

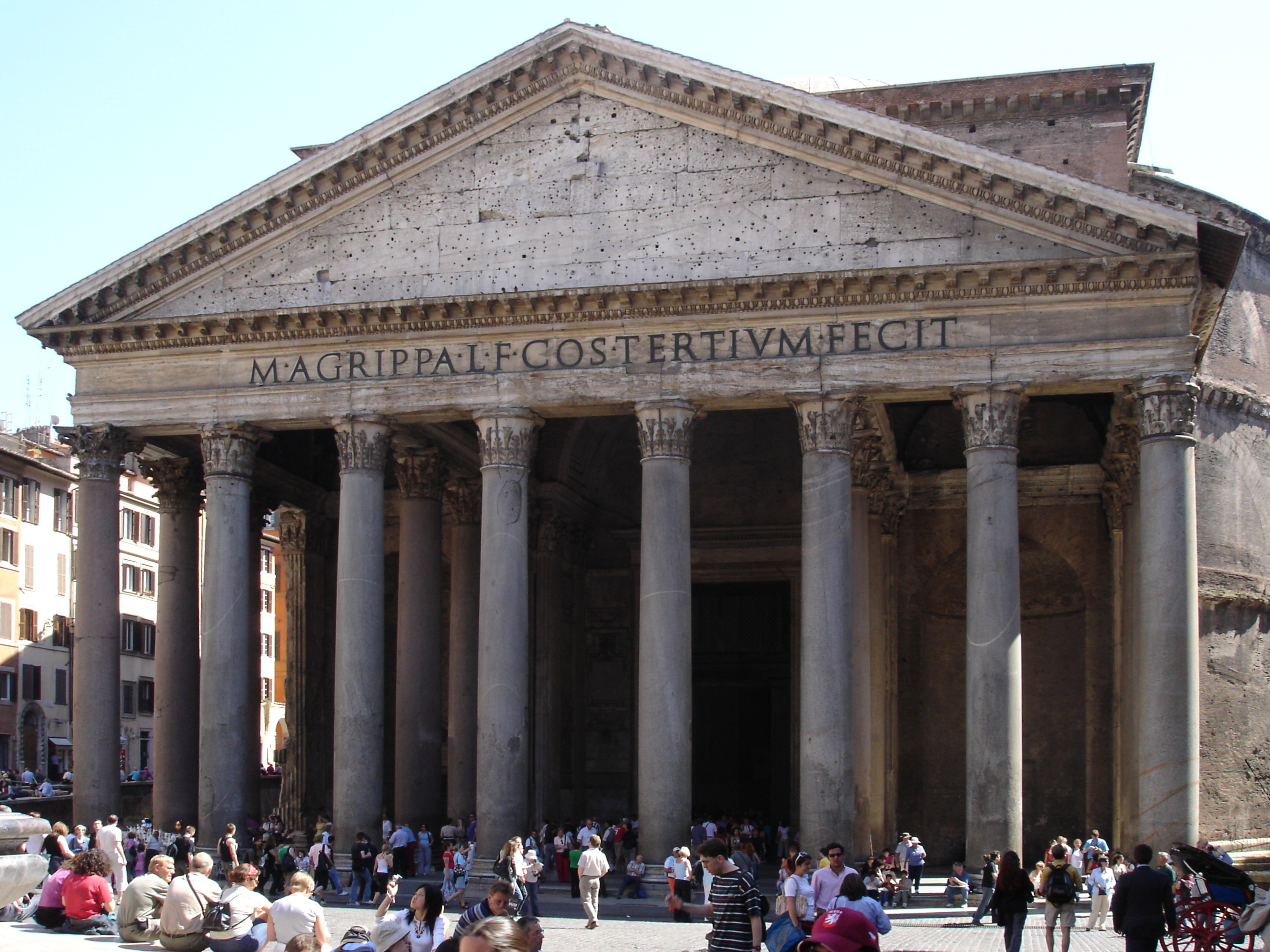
一個"寺庙"意義上的"潘提翁"，建立於2世纪羅馬的萬神廟。

神系 (或譯為神譜，音譯為潘提翁。来自古希臘語πάνθεον。字面意思為"萬神之殿"，或"所有神(共同)的"。 πᾶν意為"所有"， θεός意為"神")指任一多神論宗教、神话中，所有神祇的特定集合。
傳統上認為神系是對於特定文化中的神祇概述，不僅反映了社會的價值，也反映其對自身認識的意義。马克斯·韦伯在1922年《經濟與社會》一書中討論了神系中的神祇與一神論發展之間的關係。

## 萬神殿
潘提翁也可以指一个明确专门用于"所有神"，而不是詳列出所有神祇的寺庙或神圣建筑。這類型建築中最著名的是羅馬的万神庙，原始建築建於公元前27年至14年，現存的主建築則是公元126年於原址重建。 在日益多元，包含許多不同文化、傳統下神祇崇拜的羅馬帝國中，這樣献给"所有的神"的神殿，可以表現出帝國擁抱宗教融合的立場。该建筑后来在教皇博尼法斯IV任內被獻為基督教教堂。　

## 衍伸
十六世紀以來，“潘提翁”也可以在世俗意義上描述社會地位崇高的偉人。 

### 非洲
埃及神系

非洲神系

柏柏神系

關切神系

### 中東
蘇美神系

迦南神系

亞美尼亞神系

### 歐洲
希臘神系

羅馬神系

塞爾特神系

北歐神系

日爾曼神系

斯拉夫神系

### 南亞
印度神系

梨俱吠陀神系

### 東亞
中國神系

日本神系

臺灣原住民神系

### 美洲
北美原住民神系

阿茲提克神系

馬雅神系

印加神系